# Klaus Vierneisel
Klaus Vierneisel (* 23. Juli 1929 in Heidelberg; † 18. September 2015 in München) war ein deutscher Klassischer Archäologe und Museumsdirektor.

## Leben
Klaus Vierneisel studierte Klassische Archäologie und wurde am 8. März 1956 an der Universität München bei Ernst Buschor mit der Arbeit Hellenistische Votivreliefs. Untersuchungen zum Münchner Opferrelief promoviert. 1956/1957 erhielt er das Reisestipendium des Deutschen Archäologischen Instituts. Danach war er bis 1963 an der Abteilung Athen des Deutschen Archäologischen Instituts tätig, danach an den Antikensammlungen in München, zuletzt als Oberkonservator. Vom 1. Januar 1971 bis 31. März 1978 war er in Nachfolge Adolf Greifenhagens Direktor der Berliner Antikensammlung, vom 1. April 1978 bis zur Pensionierung 1994 in Nachfolge Dieter Ohlys Direktor der Glyptothek und Antikensammlungen in München.

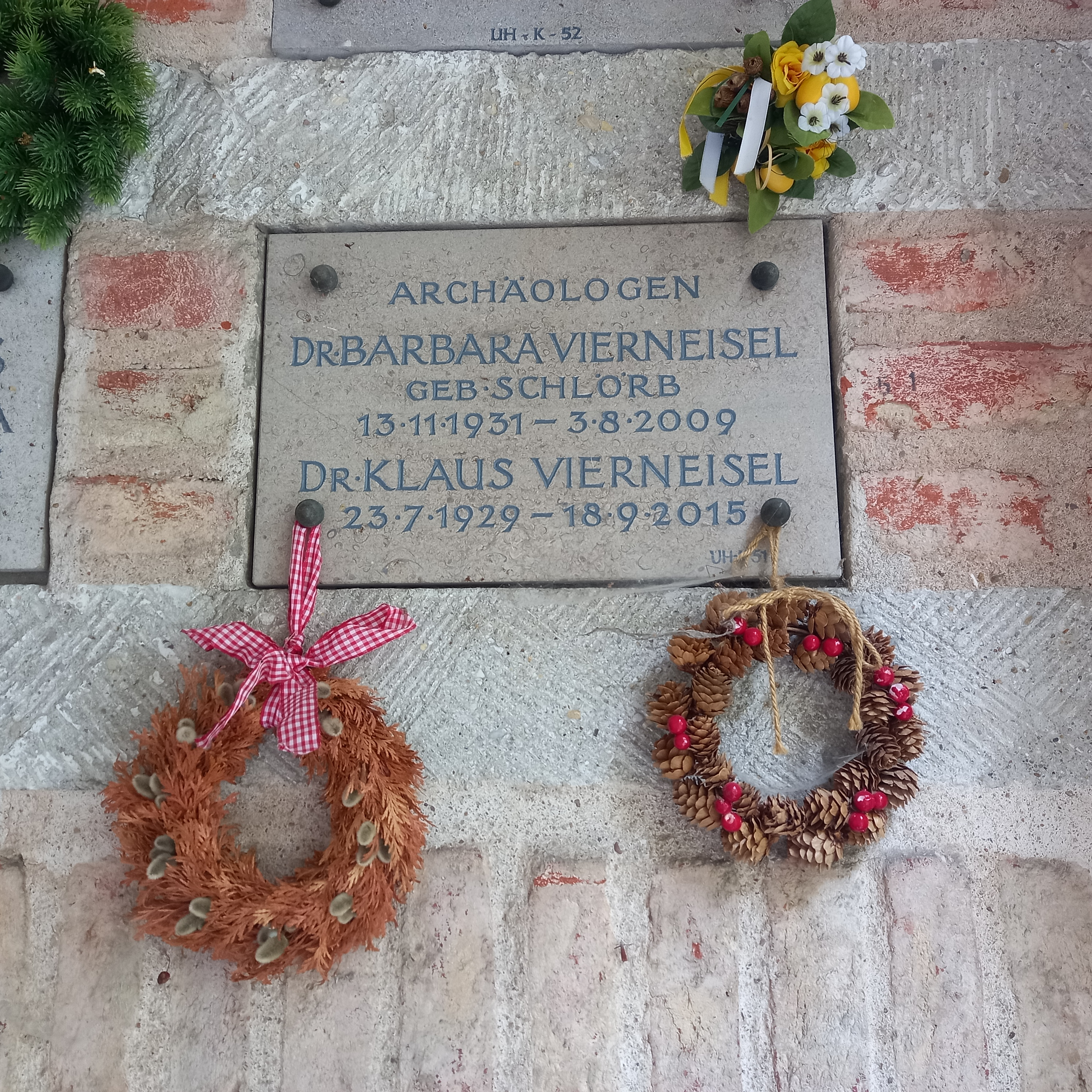
Das Grab von Klaus Vierneisel und seiner Ehefrau Barbara Vierneisel-Schlörb auf dem Nordfriedhof (München)

Er war verheiratet mit der Klassischen Archäologin Barbara Vierneisel-Schlörb (1931–2009).
1986 erhielt er das Bundesverdienstkreuz 1. Klasse, 1996 den Bayerischen Verdienstorden. Vierneisel war ordentliches Mitglied des Deutschen Archäologischen Instituts.